# ناتاشا غوردون
ناتاشا غوردون (بالإنجليزية: Natasha Gordon)‏ هي ممثلة بريطانية، ولدت في 1976 في لندن في المملكة المتحدة.